# Parastigmatellina asiatica
Parastigmatellina asiatica är en svampart som beskrevs av Bat. & C.A.A. Costa 1959. Parastigmatellina asiatica ingår i släktet Parastigmatellina, divisionen sporsäcksvampar och riket svampar.   Inga underarter finns listade i Catalogue of Life.